# (2475) Semenov
(2475) Semenov (1976 UW15; 1940 LA; 1971 SV1; 1973 AU; 1976 SW5; 1981 WH4) ist ein ungefähr 14 Kilometer großer Asteroid des äußeren Hauptgürtels, der am 8. Oktober 1972 von der ukrainischen (damals: Sowjetunion) Astronomin Ljudmyla Schurawlowa am Krim-Observatorium (Zweigstelle Nautschnyj) auf der Halbinsel Krim (IAU-Code 095) entdeckt wurde. Er gehört zur Eos-Familie, einer Gruppe von Asteroiden, die nach (221) Eos benannt ist.

## Benennung
(2475) Semenov wurde nach Pawel Afanassjewitsch Semjonow (1912–1942) benannt, der ein Kämpfer der Internationalen Brigaden im Spanischen Bürgerkrieg von 1937 bis 1938 war. Er starb in der Schlacht von Stalingrad.